# ウイングマン
『ウイングマン』（WING-MAN）は、桂正和によるSF漫画、およびそれを原作としたテレビアニメ、ゲーム、テレビドラマ。また、作中に登場する変身ヒーローの名前でもある。

## 概要
第19回手塚賞佳作受賞作「ツバサ」などを元に『週刊少年ジャンプ』（集英社）誌上において1983年5・6合併号から1985年39号まで連載された、桂の連載デビュー作であり、代表作の一つ。単行本はジャンプ・コミックスで全13巻。1992年には愛蔵版、1998年には文庫版が共に全7巻で販売されている。
変身ヒーローに憧れる中学生がその夢を叶え、ヒーローとして活躍・成長していく様を描く。1984年には『夢戦士ウイングマン』（ゆめせんしウイングマン）としてテレビアニメ化もされた。「夢戦士」というタイトルは、「前番組の愛してナイトが女子をターゲットとした番組だったため、少年誌が原作のアニメになることによる、視聴者離れを少しでも減らすためにつけられた」と当時のアニメージュにて語られている。
「ツバサ」が大元とはなっているが、「学園部隊3パロかん」、「すずみシリーズ」といった、その他の初期読切り作品のアイデアも多く取り入れており、当時の桂にとっての集大成として出来上がった作品といえる。桂の初期の作品群に多く見られるように、本作も特撮ヒーローの影響を色濃く受けており、特に「宇宙刑事シリーズ」や「スーパー戦隊シリーズ」の影響が強く見られる。
また、この作品の読者世代が後に「平成ウルトラマン」や「平成ライダーシリーズ」のスタッフとなり当作品のオマージュ的要素を加えている影響もある。
担当鳥嶋和彦の意向によりラブコメの要素を取り入れ、独自の色を出すことに成功。ジャンプコミックスの巻末読者ページには女性読者の投稿も多く、後半のお色気描写の増強に苦言が呈されたこともあった。ヒロインとして描かれたアオイや美紅といった魅力的な美少女キャラクターは画力の高さや女の子らしい表現もあって作品に華を添え、本作が大きなヒットを収める要因ともなった。
1984年にはパソコン向けアドベンチャーゲームもエニックスから発売され、その後続編も2作制作されている。
作者は約100万円かけて、ウイングマンのコスチュームを作成し着用している（桂正和の項目参照）。またそれ以外にも、ジャンプ・コミックスの単行本のおまけのページの中で、「超銅金ウイングマン」が「ホヒー」より発売されるというウソ広告を作ったところ、後に本当にポピー（後のバンダイナムコホールディングス）から超合金トイが商品化され、その広告およびパッケージ裏ではウソ広告の構図とキャッチコピーがそのまま再現された。桂もこれには流石に驚いたという。
2024年には後述のテレビドラマのコミカライズとして集英社『ウルトラジャンプ』11月特大号に読み切りが掲載された（原案：桂正和、原作：「ウイングマン」製作委員会、ドラマオリジナル脚本：山田能龍、漫画・入鹿良光）。

## あらすじ
変身ヒーローに憧れる中学生（関東地方の某県私立の仲額（ちゅうがく）中学校）の広野健太は、学校からの帰宅途中、頭上に突如現れた異空間から落ちてきた、謎の美少女とノートを連れ帰ってしまう。そしてそのノートに自作のヒーロー「ウイングマン」を書き込んでしまう。しかしそのノートこそ、書き記されたことを現実にすることのできる「ドリムノート」だった。本物の変身ヒーローになる能力を身につけてしまった健太は、ドリムノートと共に現れた、異次元世界「ポドリムス」から来たというこの美少女・アオイと共に、三次元人（地球人）の奴隷化とドリムノートの強奪を企むポドリムスの独裁者・リメルの差し向けた怪人、シードマンやゾウジンゲンたちと戦っていくことになる。

## 登場人物
担当声優・俳優は、テレビアニメ版 / 実写ドラマ版の順に表記。

### ウイングマンと仲間たち
広野 健太（）
声 - 堀川亮、頓宮恭子（幼少期） / 演 - 藤岡真威人
本作の主人公。8月3日生まれ、AB型。「チェイング」の掛け声でウイングマンに変身する。変身できるようになった当初はまったくヒーローとして活躍できなかったが、新体操部に入部してその動きをマスターしたり、筋肉トレーニングをしていくことなどによりヒーローらしく戦えるようになっていく。後にヒーローアクション部に引きずり込まれ、ヒーローアクション部のオリジナルヒーロー、セイギマンのリーダー、セイギレッドも務めるようになる。
名前については、元々「健太」という名前を使うことを決めていたものの、「ヒーローなんだから“ヒーローの健太”」に決まったと桂は語っている。
性格は直情直行で、思い込みが激しいタイプ。恋愛に鈍い朴念仁で、知らぬうちに女を泣かせるタイプでもある。物語後半では、好きな女の子に自分の気持ちを正直に伝えられない、思春期の少年ならではの苦悩を見せる一面もあった。絵が上手く、たまたま彼の絵を見た北倉先生にも、「アイツ、漫画家になったほうがいいんじゃないのか？」と呆れながら感心されるほど。
原作の最終話ではライエルに殺されたアオイを生き返らせるためにドリムノートに書かれたウイングマンに関するすべてを消し、「あおいさんは生き返る」と埋め尽くした。その甲斐あってかアオイは生き返るものの、それはウイングマンとしての記憶・歴史・時間のすべてを引き換えに得た物であり、代償としてアオイに関する記憶も失うこととなった。
実写ドラマ版では高校生として登場。幼少期からヒーローに憧れており、近年の作品も視聴しているが、『宇宙刑事ギャバン』や『電子戦隊デンジマン』などの80年代作品が最も好きである。仮面ライダー1号を最も尊敬している模様。1人っ子。特撮ヒーローに関するフィギュアや玩具、Blu-rayやDVD、ポスターなどのアイテムで部屋が埋まっている。学校ではヒーローへの純粋な思いから変人扱いされているが、まったく気にしていない。

アオイ / 夢 あおい（）
声 - 川浪葉子 / 演 - 加藤小夏
異次元世界ポドリムスからやってきた少女。健太が中学2年の時点で16歳。生年月日と血液型は不明。健太のことは「ケン坊」と呼ぶ。ドリムノートを作った科学者ラークの娘。当初、健太と同じ仲額中学校にいとこの夢あおいとして編入するが、後に仲額高校に編入する。登場する姿は三次元人に変身した姿である。ディメンションパワーを使い健太と共に戦う。後に結成されるウイングガールズのメンバー。
普段は気が強く口うるさい感情的な女の子ながら、好きな人に素直な感情をうまく伝えられない奥ゆかしい一面を見せる。物語後半では「年上のお姉さん」へと成長する。
ポドリムスではナアスと恋人同士でプロポーズまでされていたが、そのナアスがリメルの手下として三次元に潜入していたことを知り、元恋人と健太との戦いに板挟みになったアオイは苦悩する。
原作の最終話ではライエルによって命を落とすが、「ウイングマンの全て」と引き換えに生き返ることとなる。そして健太の前に現れ一方的にキスをして別れを告げ健太との全てを胸に独りポドリムスへと帰って行った。
アニメ版ではライエルが登場しない関係で死ぬ描写はなかったが、第43話でリメルを倒した直後にポドリムスの次期女王であった事が突然判明し、第43話ラストでポドリムスを一度は反乱で追われるも、最終回で復位する。すべてが終わってポドリムスに帰らなければならない身である以上、自分の存在を覚えていて欲しくないという悲壮なる決意から、彼女自らドリムノートに書かれた全てを白紙にする。そして、健太たちの記憶から自分に関する全ての記憶を消し健太への想いを胸にポドリムスへと帰った。
実写ドラマ版では健太のことは名前で呼んでいる。ドリムノートを焼却しようとしたが、意識を失っている間にドリムノートを健太が使ってしまったことから、三次元では人間の姿に常に擬態して活動し、「夢あおい」の名前で、健太と同じ高校に通う。ディメンションパワーによって人間の記憶を操作したり、壊れたものを修復できるが、有限の力であり、第7話で一旦完全に尽きていた。婚約者のナァスがボドリムスにいたが、健太とともに戦ううちに彼の純粋でひたむきな姿に惹かれていく。

小川 美紅（）
声 - 渡辺菜生子 / 演 - 菊地姫奈
広野健太のガールフレンド。3月27日生まれ、A型。新体操部所属。第1話で先生に叩かれて気を失った健太を、保健委員として看病したことがきっかけで仲良くなった。当初は健太を「ただのヒーロー好き」としか見ていなかったが、後に彼がウイングマンに変身して、三次元世界の征服を狙う一味と本当に戦っていることを知り、密かに健太に想いを寄せていたことから戦いに参加する。後に結成されるウイングガールズのメンバー。作中で幾度かドリムノートの記述が消えた際にもドクターラークによってディメンジョンスーツを身に付けて戦っている。
性格はぶりっ子で、至って内気。思ったことをはっきり言えない性格だが大胆な一面もあり、物語中盤から芯の強い女性へと成長していく。アニメ版の口癖は「○○するの、良くないと思う」。
実写ドラマ版では、健太のクラスメートとして登場。その行動や趣味から変人扱いされることの多い健太に対して偏見を持っておらず、ガラの悪い男たちに絡まれた際に助けてもらったことがきっかけで、ほのかな好意を寄せるようになる。そのため、健太と距離感の近いあおいには少なからず嫉妬していた。ラーク博士からディメンションパワーを一時的に与えられたことで、それを用いて戦ったこともある。高校では新体操部所属であったが、健太のいたアクション演劇部に入部する。

森本 桃子（）
声 - 山本百合子 / 演 - 上原あまね
ヒーローが大好きな女の子。6月26日生まれ、O型。ヒーローアクション部のオリジナルヒーロー、セイギマンのセイギピンクとして登場するが、健太が本物の敵と戦っていることを知り、自らも戦いに参加する。初期は寡黙だったが、物語が進行する上で朗らかな性格となる。実は健太とは小学校時代、飼い犬のあいしーをバイクで轢き殺されその不良が心無い発言をしたことで激怒した健太が不良に蹴りを入れたことをきっかけに一途に想っている健気な娘。後に結成されるウイングガールズのメンバー。当初はアオイからスティックを借りていたが、布沢の加入を契機に変身アイテムであるバッジを使ってディメンション・スーツへ変身するが、後述の和正によって描かれたスーツはセイギマンのものとあまり変化はなかった。そばかすが特徴だが、女子メンバーの中ではスタイルも良く、アオイと並んでお色気シーンも多い。
実写ドラマ版ではセイギマンとしての設定はなく特撮ヒーローのファンとして、以前から健太のことを注目していた1年生の後輩として登場。健太が発足したアクション演劇部の情報をいち早くつかみ、入部を申し出る。歴代ヒーローの「蒸着」や「赤射」などの変身ワードを立て続けに披露したことで、一瞬で健太の信頼を得た。入部後は健太を驚かせるほどのこだわりや知識を発揮して、部に欠かせない存在となる。

布沢 久美子（）
声 - 中野聖子 / 演 - 片田陽依
新聞部所属。2月8日生まれ、AB型。人呼んで「仲額中のナシモト」。特ダネを求めて健太を追いかけているうちに、本当にヒーローに変身できることを知る。それをネタに自らも変身できるようにしてもらい、ウイングガールズ結成を提唱した。視力が悪く眼鏡を着用していることがコンプレックスで、変身できるようにしてもらう際には「変身すると視力がよくなる」との一文を挿入させている。彼女と桃子の変身コスチュームは、原作では健太のクラスメートで絵の得意な和正が、彼女の絶望的なまでに絵心の無いデザインを見かねて一から描き直した物であり、露出が大きいものとなっている。
性格は、自己中心的で周りを巻き込む迷惑なタイプ。トラブルメイカー。ちゃっかり者で、思い込みが強い。物語後半では一途に想い続ける女の子らしさを見せた。
実写ドラマ版では、ジャーナリスト志望の健太のクラスメートとして登場。生徒たちが学校内で操られて暴れる事件の際に記憶を消されるが、スマートフォンで健太がウイングマンに変身する前後を撮影し、そのデータが残っていたため、彼の秘密を追いかけるようになる。彼の謎を暴きたいという理由で、アクション演劇部に入部するが、前述のデータをキータクラーに導かれるようにネットに拡散させてしまう。

美森 くるみ（）
声 - 堀江美都子
人気ナンバー1のトップアイドル。大人びた落ち着きと、好奇心旺盛な性格を併せ持つ。あるきっかけから、健太がウイングマンに変身し自分たちを守ってくれていることを知り、応援する。取材でウイングマンの素顔を問われたこともあるが「彼に危険が及ぶので」とノーコメントを通した。歌番組の中で「WING LOVE」を歌うシーンも。登場する機会は少ないが、大人びた女性のかわいらしい一面も描かれている。趣味は七宝。

リロ / 桜瀬 りろ（）
声 - 石澤美華
リメルの配下であるドクターアンバランスが造り出したゾウジンゲン（人造人間）。歌声で人を意のままに操る能力を持つ。声を衝撃波に変え攻撃したり、物を壊すこともできる。仲額中学校に編入して三次元征服計画に従事する。アイドルとなり一般人たちを歌で洗脳するが、元々殺人など非道なことを嫌う性格であり、仲間のラガールの残虐さに耐えられなくなりリメルを裏切ってウイングマンの味方につく。アニメにおいては、ゾウジンゲンではなくポドリムス人で、あおいとは全く違うディメンションパワーを持っているという設定にされている。
自己中心的で好き嫌いが激しくわがままな性格だが、あおいのことは慕っている。健太には反抗的だが結局協力してしまう。「〜ですわ」「〜ですのよ」といったしゃべり方をする。

ドクターラーク
声 - はせさん治 / 関智一
アオイの父。ドリムノートを開発し、ゾウジンゲンの原型を生み出したポドリムスきっての優秀な科学者。原作第5話でキータクラーにアオイと引き離され、そのまま独房に監禁されるが、ドリムノートを通じて健太を支援したりもする。リメルが倒れたのも束の間、ライエルの襲来で制圧されたポドリムスを脱出し三次元でアオイと共に暮らすようになる。三次元人の姿を取る際は苦みばしったダンディーな容姿を持つ。ディメンションパワーで警官の身分を得て健太の行動をフォローしたり、テレビ局から盗んだ特撮ヒーローの着ぐるみを着て健太のピンチを救うこともある。あくまで気分的な問題だが、ずっと三次元人に変身しているのは疲れるらしく、自宅内では元の姿に戻っていることもある。明朗でお茶目な性格の持ち主。全てが終わった後、アオイと共にポドリムスへと帰った。
実写ドラマ版では、リメルにドリムノートを悪用されるのを恐れてノートをアオイに託して三次元へと逃亡させた。その後は人質にされていたが、リメルが戦いを有利にさせるために、健太やアオイたちの前に出現させられた。

### 仲額中学校
実写ドラマ版では、「傐額高校」という名前の高校に変更されている。
楠冨 青三（）
声 - 須知信之（18話）→目黒光祐
ヒーローアクション部のメンバーで、セイギブルーを名乗る。学年テストで常に首位。顔立ちの割にテンションが高く、やや空回りしている。

北島 みどり（）
声 - ?
ヒーローアクション部のメンバーで、セイギグリーンを名乗る。学級委員長を務めたことがある。「いい人」で片付けられてしまうタイプ。桃子とは旧知の仲で、彼女の健太への想いを陰ながら応援していた。

渡辺 広黄（）
声 - 橋本晃一
ヒーローアクション部のメンバーで、セイギイエローを名乗る。一見無口そうだが、思ったことを口にする毒舌家。リロいわく、「あなた暗そうだからベースが弾けそう」とのこと。

松岡 ケイ子（）
声 - 島本須美 / 演 - 映美くらら
健太たちの担任教師。26歳。彼らのヒーローごっこを蛇蝎のごとく嫌う一方、職員会議で健太の処分が問われた際には彼を庇うなど、生徒思いの一面もある。現実主義に見せかけて、美男子には目が無い分かりやすい性格で結婚願望が強い。武器は出席簿と説教。ケイ子という名前はアニメのみで、原作・実写ドラマ版では公表されていない。
実写ドラマ版では、ヒーローについて授業中も妄想していることの多い健太を叱責しているが、基本的には生徒思いの教師であり、リメルとの最終決戦では、美紅や福本たちの引率として現場へ自らも赴いた。

福本（）
声 - 小林通孝 / 演 - 丈太郎
角眼鏡を掛け、タラコ唇が特徴の男子生徒。髪型は1年の時はパーマだったが、2年では坊主頭。健太の小学校以来の親友で、ヒーローへの憧れも温かく見守っており、新入生歓迎の舞台では怪人役を引き受けている。
アニメ版では「福本則夫」、実写ドラマ版では「福本智夫」というフルネームで登場。
原作では物語への関わりが薄かったが、実写ドラマ版では、「学園ドラマ感」を高めるキャラクターとなっている。健太の趣味を否定せずに放課後の自主練習にも付き合っており、当初はヒーローにハマる様子はなかったが、アクション演劇部に入部してからは、健太のオススメする作品を視聴したり、映画撮影の監督を志望したり、少しずつ変化を見せている。

### ウイングマンの敵
リメル
声 - 田中康郎、蟹江栄司（ゴーストリメル） / 大塚明夫
ポドリムスを支配する悪の帝王。本来は普通のポドリムス人であるが、支配下に置いたポドリムス人からディメンションパワーを奪い、強大な力を持っている。ゆえに彼に奴隷化されたポドリムス人はディメンションパワーが使えず、肉体労働を余儀なくされている。
三次元人の奴隷化とドリムノートを狙っている。ポドリムスの決戦で、新必殺技ヒートショックでウイングマンに倒されたかに思われたが、死んだと思わせておいてドクターラークに化け、ウイングマンの反撃で首を刎ねられたが、それでも死なず頭部のままで健太に取り付き、彼を操ってアオイを殺そうとする。だが、健太の正義の心の前に敗れ、高笑いをしながら消滅し本当の最期を迎える。
アニメ版ではライエルの代わりにゴーストリメルとなって蘇り、ポドリムスのみならず三次元界の支配をも企んだ。霊体ゆえにデルタエンドが通じなかったが、最終回でデプスゾーンを二重にしたダブルデルタエンドによって遂に滅ぼされた。
実写ドラマ版では、三次元を原始の世界に戻すため、総理大臣を操って健太の抹殺を図る。最終決戦では巨大化して健太たちを葬ろうとするがドリムノートによって巨大化したウイングマンの攻撃をくらい爆散した。

キータクラー（北倉俊一）
声 - 富山敬 / 演・声 - 宮野真守
リメルの片腕とも言える一の部下で、健太が初めて対決した敵。人間型だが、手は鋭い爪の付いた3本指（親指他2本）。シードマンを率いる。ポドリムス人ともシードマンとも異なるようだが、何者なのかは結局明らかにならなかった。健太に近づくため三次元人に変身し、北倉俊一の名前で教師として仲額中学校に赴任、ヒーローアクション部の顧問になる。リメルを倒し、自らがポドリムスの支配者になる野心を持ち、テレビ局から特撮ヒーローの着ぐるみを盗み、それを念力で操り健太にリメルを倒させる手助けをしている。後に北村先生という似た容姿のキャラクターが登場するが、キータクラーとの関連性は漫画版では不明。
リメルが倒された後、ポドリムスを売り渡してライエルの元に身を寄せる。ウイングマン=健太をライバルとして認め、名実ともにヒーローとなった彼との決着をつけるために最終回1話前で再び健太と戦うが敗れる。しかしその後のライエル戦では健太に勝機を作るためライエルに組み付いて動きを封じ、健太の救助を拒んでヒートショックでライエルは倒され、健太から手を伸ばされるが笑みを浮かべながら爆散した。ライエルを封じたのは「自身のプライド」からだったが、自分は悪だと断じ敵に情けを掛けがちな健太に「正義の味方としての決断」を示した。
実写ドラマ版では、「北倉先生」の名前で登場。傐額高校に新たに赴任してきた教師で、スマートな佇まいから、たちまち校内の人気者となる。積極的に健太の趣味を肯定し、アクション演劇部を立ち上げることを提案する。その正体はリメルの部下であるキータクラーで、三次元へ逃亡したアオイを追跡する任務を与えられたが、健太がドリムノートで生み出したウイングマンの存在を知ったことで、彼に執着するようになる。それ以降は、謎の戦士の姿になって健太たちを救ったり助言をしたり、味方のように思える行動をするなど、あらゆる手段で強くなっていくように誘導していった。だが、リメルとの最終決戦で彼との一騎打ちに敗れ、異常なまでの偏愛ぶりを見せていたウイングマンの腕の中で最期を迎えた。

シャフト
声 - 塩沢兼人
リメルの部下でキータクラーと並ぶ幹部。正体は滅多に誕生しない高等シードマン。健太に近づくため仲額中生徒・黒津に憑依、ヒーローアクション部に入部する。キータクラーとは敵対しており、彼の手柄を横取りしてまで戦果を挙げようとした。最終決戦で正体を現して健太に最後の戦いを挑み敗れドリムノートに手を伸ばしながら爆散した。原作とアニメ版では設定が異なり、アニメ版の黒津はシャフトが三次元人に変身した姿として描かれており、原作とは別の正体を持っている。

ドクター・アンバランス
声 - 大竹宏
リメルの部下でゾウジンゲンやシードマンを作り出した科学者。実はラークが自分の助手として作ったゾウジンゲン第1号である。アニメでは直接戦闘能力が無いのに対し、原作では戦闘能力も高いようだが、物語中、実際の戦闘は一度しかしていない。原作ではキータクラーが操る特撮ヒーローの着ぐるみが放ったビームガンの攻撃を受けて爆散した。アニメではメカシードマン・ズバーグ改に搭乗して戦うもデルタエンドでズバーグごと爆散した。

ザシーバ / 水野 麗（）
声 - 横尾まり / 演 - 三原羽衣、声 - 戸松遥
ドクター・アンバランスによって作られた長い角を持つ女性型ゾウジンゲン。美森くるみの新任マネージャー水野麗となってウイングマンを狙う刺客。他人の体を遠隔操作する、予知、幻覚を見せる、放電、怪獣化など多彩な能力を駆使する。ウイングマンを苦戦させたが、牢に入れられたキータクラーが操る謎の戦士の手助けなどによりデルタエンドによって敗れる。アニメでは怪獣化せずウイングマンに直接攻撃で敗れ爆散した。
実写ドラマ版では、「黒津」という広野たちのクラスに転校してくる映画好きで、アクション演劇部の映画撮影の手伝いを志願する女子生徒として登場。原作やアニメ版とは大きく姿が変わっている。アニメ版同様に怪獣化はせず、さまざまな幻覚を見せる能力を見せるが、通常状態でウイングマンのデルタ・エンドで倒され爆散した。

シードマン
リメル編における怪人的存在。原作内での記述によると（ゾウジンゲンと違って）人工生命体ではなく、ポドリムスに元からいた生物を品種改良ないし遺伝子改造したものらしい。その名の通り地中に種を埋め込むと、途端に成長して人間大サイズの怪人となる。キータクラーやシャフトに率いられてウイングマンと戦う。会話・変身能力を持つ強化シードマン「ディシードマン」も登場した。シャフト戦死後は出番が無くなり、原作漫画では登場回数が少ないが、アニメ版においてはほぼ1話1体のペースで登場する。

戦闘員
1回目は黒のスーツにサングラス、2回目は同じく黒いツナギの戦闘服、サングラス、ベレー帽姿で登場する。武器は手のひらから出現するナイフ。三次元人の姿をしているが詳細は不明。アニメ版ではリメル配下のポドリムス人兵士が、三次元において三次元人の姿に変身したという設定になっている。

シードマン・メレム
シードマン1号。指を伸縮させたり目から破壊光線を出す能力を持つ。アオイを誘拐してウイングマンを圧倒していたが反撃のファイナルビームをくらい爆散した。
実写ドラマ版でも最初にウイングマンが戦ったシードマンとして登場。武器や技のないウイングマンを当初は圧倒するが、ファイナルビームを受けて敗れた。

シードマン・ゾーム
シャフトの部下のシードマン。2つの顔を持ち溶解液を吐く。アオイを攫ってウイングマンと交戦しドライバーレイドで真っ二つにされた。アニメでは忍者シードマン・シノブンバに改名されていてキータクラーの部下となっている。

シードマン・ロドムス
実写ドラマ版に登場。第2のシードマンとして、3体同時に登場。その外見に比してスピーディーな動きで、ウイングマンを苦戦させた後に合体して巨大化するも、弱点の腹部を突かれたことで敗退する。

ディシードマン・ティール
声 - 松島みのり / 演 - 大原優乃
リメルによって造られたディシードマン。変身能力を持っている。ウイングマンと同じ姿に変身しウイングマンを苦しめたが、10分しか変身できない弱点を突かれ元の姿に戻ったところをウイングマンのファイナルビームで敗北し爆散した。アニメ版では一度目の戦闘では一時撤退してキリカという少女に擬態して健太を陥れようとした。正体を現し戦闘となり投剣で貫かれ消滅した。
実写ドラマ版では、「坂上」という傐額高校の教育実習生として登場。人間に近い姿をしている。美紅に擬態してヒーローショーの会場で暴れた。ウイングマンに敗北した後撤退したが、その存在を邪魔に思ったキータクラーによって粛清され爆散する。

ディシードマン・バルドン
ディシードマン。アニメではシャフトが彼とまったく同じ姿に変身する設定であり、キャラクターとしては登場しない。シャフトの命令で美紅を襲ってドリムノートを奪った。変身した美紅に敗れ洞窟のガレキの下敷きになったがシャフトが倒された後姿を現し美紅を襲ったが高所恐怖症を克服したウイングマンに高所から海面に叩きつけられ爆散した。

ディシードマン・ゴブリ
リメル篇終盤に登場したディシードマン。言葉は喋らない。縛った相手のディメンションパワーを吸い取る能力を持つ。ウイングマンをとらえ食らおうとするが、隠し持っていたもう一つのレイバーで反撃され爆散した。

ナアス / 斉藤 辰夫（）
声 - 島田敏 / 演・声 - 橘春軌
アオイの元恋人。本編では、リメルの手下として登場する。両親が奴隷として強制労働させられており両親を救うために戦っている。キータクラーの弟子だったが現在は絶縁している。野望のためにアオイを言葉巧みに誘惑し、ドリムノートを奪おうとした上アオイごとウイングマンを刺そうとするが失敗する。残虐非道な本性を現しアオイの思いを踏みにじったことに激怒したウイングマンと戦闘となる。鎧武者のような鎧をまとってウイングマンと戦闘になり、最期はウイングマンのデルタエンドを逆利用するが隙を突かれ倒されアオイに助けを求めながら爆散した。アオイは最後までナアスのことを信じていた。アニメ版はアオイが自らの手で倒した。
実写ドラマ版では他の敵キャラと比べて基本的に原作に沿っている。キータクラーを「先輩」と呼ぶ。アオイの婚約者で、健太やアオイのクラスメートとして人間に擬態した姿で登場する。ノートを奪い返すためにボドリムスをドリムノートの力で救おうという口実でアオイを誘う。健太とアオイに殺し合いをさせようとする卑劣極まりない作戦をするが失敗し、ウイングマンに倒される。戦闘形態では原作とほぼ同じだが鎧の色が黒くなっている。

ラガール
声 - 戸谷公次
リメルの部下。凶悪な性格で牢獄に幽閉されていたがリメルによって釈放され、裏切るかもしれないリロを監視することを命じられウイングマンを襲う。ドクター・アンバランスから殺戮マシーンとして造られており、殺しを楽しんでいる。毒針を吹く技を使う。くるみを人質にするが非道なことを嫌うリロに裏切られ激昂し巨大な怪物に変身する。リロの作戦に翻弄され、最期はウイングマンのビームサイザーによって真っ二つにされ戦死した。

神矢 麗一（）
声 - 田中亮一
リメルの部下のポドリムス人で、健太が3年生に進級した際彼と同じクラスに転入してきた三つ子の長男。作戦で健太、アオイ、美紅を引き離そうとする。ボクシングが得意で健太の心身ともに疲れさせるために麗人と共に健太にボクシングの試合を申し込む。桃子たちの調査で正体を見破られ、麗奈の体内にあった爆弾と偽り健太を爆殺しようとしたが健太に作戦を破られた。その後作戦失敗とみなされてドクター・アンバランスによってこれまで倒された敵の魂を注ぎ込まれ怪人化する。怪人化した際ウイングマンに身に着けていた鋼鉄のマントの秘密を見破られ、デルタエンドをくらい「ポドリムス人は三次元人の思考能力に勝てないのか」と言い遺し兄弟共々爆散した。

神矢 麗人（）
声 - 田中和実
健太が3年生に進級した際彼と同じクラスに転入してきた三つ子の次男（末っ子）。眼鏡をかけ女好きな美少年。健太たち3人の仲を引き裂くために美紅へ近づく。兄同様ボクシングが得意。作戦を見破られたことでドクター・アンバランスに怪人化させられ、ウイングマンに敗北し兄弟と共に爆散した。

神矢 麗奈（）
声 - 鶴ひろみ
健太が3年生に進級した際彼と同じクラスに転入してきた三つ子の兄弟の長女（2番目の兄弟）。お嬢様系の少女。「健太がアオイ、美紅と話したら体の中の爆弾が爆発する」と健太を騙し3人の仲を引き裂こうとした。作戦を見破られたことでドクター・アンバランスに怪人化させられ、ウイングマンに敗北し兄弟と共に爆散した。アニメ版ではウイングマンから怪人化した姿に関して「ゴッツい！」「イメージ壊れた！」「キスしなくて良かった！」と言われた。

デルビー
声 - 田中亮一
アニメオリジナルキャラクター。ザシーバの弟でザシーバを倒された復讐でウイングマンの命を狙う。思考を読む能力を持つ。ウイングマンの投剣に敗れ消滅する。

キャパ
声 - 松島みのり
アニメオリジナルキャラクター。分身や幻覚技を使う。怪獣化してウイングマンを襲うがデルタエンドで敗北し爆散した。

帝王ライエル
声 - なし / GACKT
リメル亡き後、地球を侵略してくる。気に入った惑星を封じ込めた惑星宝石収集が趣味。地球の美しさの邪魔となる地球人を除去するために、手下を送り込んでくる。地球人を種々の方法で操り人形化させようとした。健太に手下をやられて東京に総攻撃を仕掛け、巨大化したウイングマンと交戦。市民からの声援や支援によってパワーアップしたウイングマンに避雷針代わりの東京タワーの先端に刺されブラストフラッシャーを受けるがしぶとく生き延びウイングマンを道連れにしようとするも首を刎ねられ戦死したと思われた。実はそれは仮の姿だった。最終回でのキータクラー対ウイングマンの戦いの後に真の姿を現し、アオイの命を奪うが、キータクラーによって動きを封じ込められ、ウイングマンのヒートショックによって爆散した。
アニメ版ではゴーストリメルに変わったため、登場しない。

ドクター・ヴィム
ライエルの腹心。男嫌いの美女であり、科学者。しかし、度重なる失敗とバクプラスが暴走した際にウイングマンに命を救われたことから、その地位を追われる。最終決戦でライエルからも粛清されそうになるが再びウイングマンに救われた。戦いの中で健太に人としての魅力を見出し、総攻撃のさなかライエルを裏切り、最期にはライエルに直接特攻し自爆して死亡する。
本人が固い性格な割に、部下である怪人（プラス獣）はスケベが多い。

バルダ
ライエルの部下の女戦士。ヴィムを「物づくりしか出来ない」と馬鹿にする。美人だが性格は残忍・傲慢かつ、ヴィムに対して仕置きを与えるほどのサディストでもある。美紅を捕らえ、学校を破壊しようとするがUFOの中に入り込んだウイングマンと交戦する。剣でも斬れない頑丈な鞭でウイングマンを苦しめたがガルダンに罪のない女生徒や機動隊員を死に追いやらせたことが健太を怒らせ、容赦ないヒートショックをくらい爆散した。

バルド
ライエルの部下の戦士で、バルダの弟。二枚目。人間に成りすましているときは「真次」と名乗る。ヴィムに言い寄ったりして姉に手厳しく接されたりする優男だが、三次元人の姿となって布沢を篭絡した挙げ句に手にかけた悪党でもある。姉の仇討ちにウイングマンを襲うがドクターラークに救われ変身した布沢に剣で刺され、最期はウイングマンのヒートショックでとどめを刺され爆散した。

プラス獣
ライエル編における怪人的存在。生物や化学物質を合成して造ったことからこの名がついた。元からいたものとドクター・ヴィムが造ったものがあるようである。以下4体のみの登場。
コウモリプラス
コウモリ型のプラス獣。一般人の女性3人を吸血して殺害している。美紅とウイングマンと戦闘になるが撤退。その後桃子をはじめとする人間たちの血を吸い操る。ウイングマンの血を全部吸おうとするがヒートショックで無効化されて最期はデスボールをくらって敗北。首だけの姿になって生き延び、最期の力でアオイのスカートの中をのぞいて満足しながら息絶えたという情けない最期を遂げる。

スノープラス
雪ダルマのような姿をしたプラス獣。バルドの指示で人間たちを氷漬けにして奴隷にしようとした。コウモリプラス同様にスケベな性格で女性の下着を見ることでパワーを増すことができる。必殺技は体からツララを発射する「ツララクラッシュ」、体から多量の雹を発射する「アイスバルカン」、巨大ツララを投げる「ビッグ・ツララアロー」、体からツララを突き出す「ツララブレイク」。アオイたちを氷漬けにして人質にしたが、アオイのバリアによって脱出されウイングマンの熱と塩を使った攻撃で一度は退けられる。周囲を凍らせてウイングマンを苦戦させるが熱湯の雨でパワーダウンさせられデスボールで敗北して爆散した。

マグネットプラス
磁石のような鎧を着用したプラス獣。前2体とは逆に女性が大の苦手で手をつながれただけでも錯乱しており、このことにはコンプレックスも覚えている。上半身と下半身を分離させて生命カイロをオンにすることでそれぞれ2つの人格を持たせることが出来る。上の体が「Nマグネ」下の体が「Sマグネ」となり、SマグネはNマグネとは逆にスケベな性格。バルダが健太に磁石チョコを食わせたことであらゆる鉄を引き寄せる体にしたことで優勢に立つが電磁石を使った攻撃によって神経を狂わされてトドメのデスボールをくらい爆散した。

バクプラス
バクのような姿のプラス獣。「バクー」としか喋らない。凶暴な性格でヴィムたちも扱いに困っている。夢を食らう能力があり健太の夢を食らおうとする。美紅から高校受験の勉強の夢を、健太からヒーローの夢を食らったことで2人の意欲を奪うが、タイムボールで夢を取り戻した健太と戦闘となる。夢を食らいすぎたことで暴走してウイングマンを苦しめるが直接腹の中に入られ夢を破壊され、最期はヒートショックをくらい爆散した。

ガルダン
バルダの片腕とも言うべき戦闘用ロボット。大きさは人間大だが、戦車を捻り潰すほどの怪力と強大な火力を持ち、なおかつ、頭部以外を破壊してもダメージを受けず破壊した部分が武装パーツとなり強化してしまう。コアとなる頭部はデルタエンドの直撃でも破壊されない頑強さ。さらに、敵が過去にたった一度でも繰り出した技は研究・分析したのち弱点を的確に突くため、デスボールを無力化してしまうなど健太を大いに苦戦させる。学校自体を人質にして健太をおびきだす。土壇場で健太に弱点を見抜かれ、電子頭脳を細いハリガネを刺し込まれて避雷針の代わりとなるハリガネにフラッシャービームを撃ちこまれ、暴走しながら爆散する。

## ウイングマン
広野健太が空想の中で生み出していたものを、あおいが持っていたドリムノートにいたずら書きのように描き込んだことで本当に変身できるようになったヒーロー。「チェイング! 」の掛け声で変身する。第1話で健太が着用していた自作スーツのように、彼は体色を赤地に白のツートーンで思い描いていたが、ドリムノートにウイングマンのイラストを描く際、付属のドリムペンで体を塗り潰したせいか体色は黒地に青となった。
三次元世界では10分間の変身タイムリミットがある。これは劇中であおいが「ドリムノートの力は三次元では効力の限界があるため」と推測している。ドクターアンバランスが開発した、ドリムペンの筆跡を消せる「ドリムイレイザー」をシャフトが使ったことにより一度消去されたが、ラークの助力で復活する。
健太が最初にドリムノートにウイングマンを書いた際、変身の掛け声がチェイングであるとだけしか書かなかったので、チェイングと叫べば誰でも変身できてしまった。そのことを敵に知られ変身されてしまうが、後にドリムノートがパワーアップした際に、健太だけが変身できるように改めて記載した。さらに後、ライエルとの最終決戦の際、正義の心を持つ者なら誰でもウイングマンに変身出来るように健太が書き改めている。
その名にふさわしく、背中には自分の意思で出現させることのできる翼を持ち飛行が可能。また時速500キロで疾走することもできる。ただし、あくまでドリムノートの力で外形だけを強化しているだけなので、ある程度肉体を鍛えていなければ、肉体が能力に追いつかず、力をコントロール出来なかったり、変身解除後に肉体がダメージを受けたりする。健太もウイングマンになったばかりのころは、力をコントロール出来なかったが、自身を鍛えることによって、コントロールできるようになった。
ベルトバックルの「ドリムカセット」にドリムノートを縮小収納しているが、一度奪われたために、以後取り出せるのは健太だけと設定した。
キータクラーとの最後の戦いに際して、ドクターラークが新しいドリムイレイサーを健太に渡した。本来は余白もなくなったドリムノートを有効活用するためだったが、アオイを蘇生させるために使用された。
デザインは『ツバサ』に登場したデザインが大元となっている。

### 必殺技、およびサポートメカ
ドリムノートに書けばそれが実現する、という設定のため、健太は戦闘中にその場で思いつきで様々な技をドリムノートに書き込んでいく。しかしその技を使った後の自分への肉体的負担や、周囲へのダメージなどは考えていなかったため、のち思わぬ事態になるというのが作劇上1つのパターンとなっている。
ウイナア / ウイナルド
ポドリムスへの帰還方法を忘れてしまったあおいのために、健太が変身以外で最初にドリムノートに書きこんだ万能エアバイク（車輪はない）。「ウイナア」の掛け声で出現する。攻撃能力は無いが、陸上はもちろん海中・水中でも行動が可能、さらに異次元（ポドリムスしか行かないが）への出入りも可能。「ウイナア、ウイナルド シルエット」の掛け声でロボット形態ウイナルドに変形する。武装はビームサイザーとウイザービーム。神谷三兄弟との戦闘以降、この形態で登場すると破壊されることが多くなる。
アニメ版は第3・19・47話のわずか3回しか登場しなかった。またウイナルドへの変形はせず、移動手段として使われたのみである。

ウイナアII世（ツー） / ウイナルドII世
アニメオリジナルメカ。健太が強化策の一つとして新たにドリムノートに書き足して誕生させた2号バイク。現実のフルカウルバイクに近い形状とウイナアにはない車輪を持っているのが特徴であり、ウイナア同様、空中や異次元への移動も可能。「ウイナルドII世（ツー）」の掛け声でロボット形態のウイナルドII世に変形する。戦闘時はウイナルドII世の背中に乗って戦い、主武器のドリムレーザーを発する腕には敵の攻撃を反射するミラーも展開可能。なお、敵メカのテスト用として赤色のイミテーションが登場したこともある。

クロムレイバー
ウイングマンが最初に使用した武器で、腰の飾りを変形させた長剣。渾身の勢いでキータクラーを殴りつけたまではよかったが、その石頭のせいで折れてしまう。本来は棍棒やサーベルのような物だったらしい。途中から、ビームの刃を付けて斬れるようにしたバリアレイバーが登場し、クロムレイバー自体も後述のクロムロープとして使えるよう機能強化される。

コンティニパンチ
1秒間に数十発のパンチを繰り出す必殺技。しかし肩への反動も大きく、試用した際に土管を砕くパワーを見せ付けたが、かなりの痛さに悶える羽目になる。

ウイングル・クラッシュ
つま先が尖り、どんなに硬い岩でも貫くキック技。だが初使用時は床に突き刺さったままなかなか抜けず、足も痺れていた。

スパイラル・カット
ウルトラセブンの如く頭の飾りを飛ばすと、それが回転しながら敵を斬るブーメランと化す。初期は戻って来たはいいが上下逆に着いてしまうことが多かった。のちに、戻って来たところを交差させた手で受け止め正立に直すスタイルになる。

ドライバーレイド
短剣状態のクロムレイバーを両手に持ち、高速回転しながら敵に体当たりする必殺技。地面に潜るために使うことも多かった。

ファイナルビーム
初期のとどめ用の必殺技、胸から両腕に伸びる模様、およびスパイラルカットから発射する必殺光線。だが威力が高すぎるため、場所を選ばないと建物などに被害が出る恐れがある。また、使用にあたって健太への負担も大きく、疲れているときには気絶したりして行動が不能になってしまう。

ガーダー
負傷箇所などを保護するためのプロテクター。「ウイングマン ガーダー シルエット」と唱えれば装着される。これを装着していれば動きが鈍くなる代わりに、受ける衝撃を分散、また2倍のパワーを引き出せるようになる。だが、初使用を含めて使用回数は3回しかなく、2、3回目は敵の攻撃ですぐに破壊されるようになってしまった。後述のソーラーガーダーが登場して以降はそれにとって代わられたが、マグネットプラスにソーラーガーダーを奪われた際に一度だけ装着している。
変身していない状態でも使え、健太は変身前に左手を守るために使用したことがある。
アニメ版では右腕部分が開いて偵察機レーダーバードが発進し、敵のデータを分析出来るようになっている。
実写ドラマ版では、「ガーダーシルエット」という名前でウイングマンの強化形態として登場。空気中の微粒子が特殊合金プロテクターとなり、通常形態より攻撃力・防御力ともにパワーアップしている。その一方で、早すぎる強化形態の登場を健太は少々気にしていた。

スプリクトフラッシュ
まっすぐ伸ばした平手から放つ光線、腕をクロスさせて両腕で放つこともある。

クロスバーン
腕をクロスさせ、そこから同時に打撃を与える必殺技、一見弱そうだが結構威力はあるようだ。

デルタエンド
ファイナルビームに代わるものとして考案された一撃必殺技。変身時間のタイムリミットが残り3分になって、それまでの途中経過における身体の色が揃った時に初めて使える。
まず「ブランチ（分身）」を行い、5秒で2体の分身を完成させる。次に「デルタ―エンド」の掛け声と共に3人揃って敵を空高く持ち上げ、2本のクロムレイバーでバリアーエッジを展開、四面体状の“デプスゾーン”を完成させて地上に降り立つ、そして「ショック!」と共に起爆する。爆風などは一切デプスゾーンから出ないようになっている。アニメ版最終回では、爆破エネルギーをはね返すゴーストリメルに対し、デプスゾーンを2重に張る“ダブル・デルタエンド”で対抗、勝利を収めた。
弱点は、デルタエンドをしかけた相手につかまってしまうと、デプスゾーンから抜けられなくなり、自らも技にかかってしまうこと。ナアスにはその弱点を突かれ、健太はナアスとともにデルタエンドに閉じ込められてしまい放電を浴びることになったが、健太の精神力によってビームをナアスに反らし巻き添えを免れた。また、時間が経過しないポドリムスでは体の色が変わらないため、ポドリムスで変身してしまうといつまで経っても身体の色が赤に変わらず分身できないため使用できない。これをきっかけに、後に後述の「ヒートショック」が生み出される。
この「ショック!」は他局のはずの『うる星やつら』でも堂々とパロディにされるなど、ウイングマンを代表する必殺技となった。
実写ドラマ版では、「デルタ・エンド」として第7話で初披露された。周囲に大きな被害が及ぶファイナルビームに代わる必殺技として、「デプスゾーン」を形成して倒す対象の敵をその中で粉砕する技。使用時には、青・赤・黄の3人にウイングマンが分身する。

クロムロープ
クロムレイバーのグリップと先端をリボン状のロープで繋いだもの、主に敵を引き寄せる時に使う。

ソーラーガーダー
リメルとの最終決戦時に初使用した新型ガーダーで、のちに帝王ライエル編での主力装備となる。「ウイングマン ソーラーガーダーシルエット」の掛け声で装着する。ソーラーガーダーには太陽光を吸収するパネルが取り付けられており、そこから太陽エネルギーを蓄え高エネルギーに変換、とんでもない明るさの光や高熱を放出したり、ソーラーガーダー専用の各種武器に使用する。また解毒機能も備わっている。
弱点は、太陽光を吸収できない夜間の戦闘ではヒートショックを多用できないこと。帝王ライエルとの戦いでは夜間となりエネルギー不足に陥りピンチとなるも、自衛隊幹部の機転によりヘリを出動させウイングマンに照明を与えるなどしたことで太陽エネルギーが充填されピンチを脱出した。

ヒートショック
ソーラーガーダーに蓄えられた太陽エネルギーが充填され、胸部に付いているフュエルシグナルが全て点灯した時に使用できる一撃必殺技。胸部を開き＜デスボール＞と呼ばれる光弾を発射、これを命中させ敵の動きを封じ、「ヒートショック!」と共にクロムレイバーを変形させたヒートレイバーで敵を斬り起爆。デルタエンドと同じく、爆風などはデスボール内から外には一切出ない。
弱点は、デスボールが「最初に当たったものを封じる」ものであること。そのため、キータクラーは近くにあったイスをぶつけるという手段でデスボールをあっさりと破った。ほかにも、ガルダンはデスボールに閉じ込めた際に、デスボールのエネルギーを直接吸収することでデスボールを無力化し消失させた。
この他にも、対スノープラス戦のヒートウォッシャーや対ガルダン戦のフラッシャービームなど状況にあわせてドリムノートに書き足している。
マッハチェイング
アニメオリジナル形態。頭部および身体の各部に赤い模様が現れるスピード形態。短距離のテレポート移動が可能になる。準備稿時の名称は「アカ変化」だった。

パワーチェイング
アニメオリジナル形態。目および身体の各部に黄色い模様が現れるパワー形態。瞬間的な力の増強が可能になる。準備稿時の名称は「メカ変化」だった。

## テレビアニメ
1984年2月7日から1985年2月26日までテレビ朝日系列にて『夢戦士ウイングマン』のタイトルで放映。全47話。ヒーローアクションよりも学園ラブコメディーとしての比重が高く、松岡先生やクラスメイトの出番が原作よりも多かった。またファミリー路線を意識して隣の家に住む小学生・戸鳴正和というオリジナルキャラが登場したり、変身後に前口上を述べたりしている。本作の本放送中に放送されていたスーパー戦隊シリーズの『超電子バイオマン』の名前もレッドワンの姿もそのまま使われていた。主人公健太役の堀川亮（現・堀川りょう）は本作で主演での声優デビューを果たしている。
原作では敵キャラが倒された際は特撮の怪人のように爆散するが、アニメ版では光となり消滅する演出となっている。
アニメでは原作とは異なる展開でリメルを倒し、その後アニメオリジナルの「ゴーストリメル編」で完結、ライエル編は制作されず、ドラマLP『FINAL〜不滅のヒーローソング〜』にて補完される。
なお、本作の終了で『狼少年ケン』から絶える間もなく放送されていたテレビ朝日制作の東映動画作品が初めて途絶え、1985年6月に制作された『コンポラキッド』まで約3か月のブランクがある。

### 声の出演（テレビアニメ）
※各登場人物の詳細は#登場人物を参照。
ウイングマンと仲間たち
- 健太 - 堀川亮
- 美紅 - 渡辺菜生子
- アオイ - 川浪葉子
- 森本桃子 - 山本百合子
- 布沢久美子 - 中野聖子
- 美森くるみ - 堀江美都子
- 桜瀬りろ - 石澤美華
- ドクターラーク - はせさん治

仲額中学校
- 楠冨青三 - 須知信之（18話のみ）→目黒光祐
- 渡辺広黄 - 橋本晃一
- 松岡 - 島本須美
- 校長 - 青野武
- 教頭 - 八奈見乗児
- 福本 - 小林通孝
- 東洋 - はせさん治、塩屋浩三（13話のみ）

ウイングマンの敵
- リメル - 田中康郎
- キータクラー（北倉俊一先生） - 富山敬
- シャフト（黒津） - 塩屋浩三（7話のみ）、塩沢兼人
- ドクターアンバランス - 大竹宏
- ザシーバ（水野麗） - 横尾まり
- ナアス（斉藤辰夫） - 島田敏
- 神矢麗一 - 田中亮一
- 神矢麗人 - 田中和実
- 神矢麗奈 - 鶴ひろみ
- リメル / ゴーストリメル - 蟹江栄司

その他
- 父 - 矢田耕司
- 母 - 向井真理子
- 戸鳴正和 - 安田あきえ
- ゆかり - 江森浩子
- 謎の戦士 / 北村先生 - 田中秀幸
- 奥野真 - 堀秀行

### スタッフ（テレビアニメ）
- 企画 - 勝田稔男、横山和夫
- 製作担当 - 武田寛
- 原作 - 桂正和
- 連載 - 週刊少年ジャンプ
- 音楽 - 奥慶一
- キャラクター・デザイン - 兼森義則
- 美術・デザイナー - 辻忠直
- シリーズ・ディレクター - 勝間田具治
- プロデューサー - 加藤守啓（テレビ朝日）、富田泰弘（東映エージェンシー）
- 制作 - テレビ朝日、東映、東映エージェンシー
- 仕上 - 伊藤登美子、衣笠一雄、高橋達雄
- 特殊効果 - 中島正之、榊原豊彦、鈴城るみ子、山田一郎
- 撮影 - 佐野和広、池上元秋、菅谷英夫、佐藤隆郎、鳥越一志（スタジオコスモス）
- 編集 - 吉川泰弘（タバック）
- 録音 - 波多野勲（タバック）
- 音響効果 - 今野康之
- 選曲 - 白井多美雄（1話 - 11話） → 宮下滋（ビモス、12話 - 47話）
- 演出助手 - 渡部英雄、角銅博之
- 製作進行 - 樋口宗久、山口克巳、類家暁子、安部正次郎、今成英司
- 美術進行 - 御園博
- 記録 - 原芳子
- 現像 - 東映化学

### 主題歌
オープニングテーマ - 「異次元ストーリー」
作詞 - 竜真知子 / 作曲 - 林哲司 / 編曲 - 奥慶一 / 歌 - ポプラ

エンディングテーマ - 「WING LOVE」
作詞 - 竜真知子 / 作曲 - 林哲司 / 編曲 - 奥慶一 / 歌 - 山中のりまさ

### 挿入歌
「Bad Dreamin'」（第12・14・16・17・18・20・23・25・28・42話）
歌 - ポプラ / 作詞 - 竜真知子 / 作曲 - 奥慶一 / 編曲 - 奥慶一

「Blue Sensation」（第18・24話）
歌 - ポプラ / 作詞 - 吉田健美 / 作曲 - 奥慶一 / 編曲 - 奥慶一

「Afternoon Samba」（第22話）
歌 - 山中のりまさ / 作詞 - 吉田健美 / 作曲 - 林哲司 / 編曲 - 奥慶一

「いけない三角関係（トライアングル）」（第23・30話）
歌 - 山野さと子 / 作詞 - 竜真知子 / 作曲 - 林哲司 / 編曲 - 奥慶一

「私のPretty Boy」（第27話）
歌 - ポプラ / 作詞 - 竜真知子 / 作曲 - 奥慶一 / 編曲 - 奥慶一

「恋のミラクル・ビーム」（第28・29・30話）
歌 - 橋本潮、こおろぎ'73 / 作詞 - 竜真知子 / 作曲 - 奥慶一 / 編曲 - 奥慶一

「悪！裂！ウイングマン」（第28・40・42・44話）
歌 - 宮内タカユキ / 作詞 - 吉田健美 / 作曲 - 奥慶一 / 編曲 - 奥慶一

「アンブレラ物語」（第29話）
歌 - 山野さと子、山中のりまさ / 作詞 - 竜真知子 / 作曲 - 林哲司 / 編曲 - 奥慶一

「風の冒険者」（第38話）
歌 - 山中のりまさ / 作詞 - 竜真知子 / 作曲 - 奥慶一 / 編曲 - 奥慶一

### 各話リスト
| 話数   | 放送日        | サブタイトル                 | 脚本         | （絵コンテ） 演出       | 作画監督   | 美術              | 登場シードマン             |
| ------ | ------------- | ---------------------------- | ------------ | ----------------------- | ---------- | ----------------- | -------------------------- |
| 第1話  | 1984年 2月7日 | 空からどっきりビキニの娘     | 酒井あきよし | 勝間田具治              | 落合正宗   | 辻忠直            | -                          |
| 第2話  | 2月14日       | ヒップにシッカとつかまって   | 酒井あきよし | 芹川有吾                | 永木龍博   | 辻忠直            | -                          |
| 第3話  | 2月21日       | ごっくんアオイと秘密の冒険   | 富田祐弘     | 明比正行                | 新田敏夫   | 東潤一            | -                          |
| 第4話  | 2月28日       | ステキな美紅のレオタード     | 酒井あきよし | 渡部英雄                | 河村信道   | 伊藤英治          | -                          |
| 第5話  | 3月6日        | バスルームで消えたアオイ     | 富田祐弘     | 腰繁男                  | 新田敏夫   | 東潤一            | メレム                     |
| 第6話  | 3月13日       | 大人の恋はドリムのピンチ     | 酒井あきよし | 勝間田具治              | 兼森義則   | 池田祐二          | -                          |
| 第7話  | 3月20日       | 制服ぬいだらキケンな予感     | 富田祐弘     | （芹川有吾） 腰繁男     | 新田敏夫   | 東潤一            | バルメル                   |
| 第8話  | 3月27日       | 二年になって大好き宣言       | 柳川茂       | 明比正行                | 永木龍博   | 辻忠直            | ロヒド                     |
| 第9話  | 4月10日       | 燃えてみせます男の新体操     | 柳川茂       | 正延宏三                | 笠原彰     | 東潤一            | シドルゲ                   |
| 第10話 | 4月17日       | テストばっちり 美紅ちゃんと  | 富田祐弘     | 芹川有吾                | 落合正宗   | 辻忠直            | -                          |
| 第11話 | 4月24日       | 恋が芽ばえるテレポート       | 柳川茂       | 腰繁男                  | 新田敏夫   | 東潤一            | シノビンバ                 |
| 第12話 | 5月8日        | わっ! 美紅ちゃんと初キッス   | 富田祐弘     | 勝間田具治              | 兼森義則   | 辻忠直            | ディシードマン・ティール   |
| 第13話 | 5月15日       | 美少女からめば友情ぐらり     | 柳川茂       | （渡部英雄） 腰繁男     | 新田敏夫   | 東潤一            | -                          |
| 第14話 | 5月22日       | 失恋しちゃった松岡先生       | 富田祐弘     | 明比正行                | 二宮常雄   | 池田祐二          | ディゲロ                   |
| 第15話 | 6月5日        | 正義の味方がシットめらめら   | 柳川茂       | （芹川有吾） 腰繁男     | 新田敏夫   | 東潤一            | マリモング                 |
| 第16話 | 6月12日       | 見られちゃった二人の秘密     | 酒井あきよし | 勝間田具治              | 永木龍博   | 池田祐二 辻忠直   | -                          |
| 第17話 | 6月19日       | 似すぎてタマげた!? 僕とボク  | 柳川茂       | 腰繁男                  | 新田敏夫   | 東潤一            | モドキーラー スカラ        |
| 第18話 | 6月26日       | 奪われた ドリムノート        | 富田祐弘     | 芹川有吾                | 兼森義則   | 池田祐二          | スパーダ                   |
| 第19話 | 7月10日       | ちびっとトラブル恋模様       | 柳川茂       | 明比正行                | 新田敏夫   | 東潤一            | -                          |
| 第20話 | 7月17日       | 涙の中に美紅がいた!          | 富田祐弘     | 勝間田具治              | 二宮常雄   | 池田祐二          | シャフト鳥獣態             |
| 第21話 | 7月24日       | クイズばっくん! はいポーズ   | 柳川茂       | 芹川有吾                | 永木龍博   | 池田祐二          | ザ・シーバ                 |
| 第22話 | 7月31日       | 美紅を襲った正義のヒーロー   | 富田祐弘     | 腰繁男                  | みまなねり | 東潤一            | ザ・シーバ                 |
| 第23話 | 8月7日        | 夕焼け空にアオイのため息     | 柳川茂       | 明比正行                | 兼森義則   | 池田祐二          | ザ・シーバ                 |
| 第24話 | 8月21日       | ずぶ濡れヨコハマ 夢みてラブ  | 酒井あきよし | （渡部英雄） 腰繁男     | 新田敏夫   | 東潤一            | ジョーザー                 |
| 第25話 | 8月28日       | 涙のグッバイ・キッス         | 富田祐弘     | 勝間田具治              | 永木龍博   | 辻忠直            | ラッピング                 |
| 第26話 | 9月4日        | ちぐはぐハートに愛が揺れ     | 柳川茂       | 芹川有吾                | 新田敏夫   | 東潤一            | -                          |
| 第27話 | 9月11日       | 裏切りハートに愛が散る       | 柳川茂       | 明比正行                | 二宮常雄   | 辻忠直            | -                          |
| 第28話 | 9月18日       | わッ! 美紅ちゃんが変身した   | 富田祐弘     | 腰繁男                  | 新田敏夫   | 東潤一            | バトルシードマン第1号      |
| 第29話 | 9月25日       | 誘惑ひろがる危険なメロディ   | 柳川茂       | 勝間田具治              | 兼森義則   | 池田祐二          | -                          |
| 第30話 | 10月9日       | りろちゃんパニック!          | 柳川茂       | （芹川有吾） 腰繁男     | 新田敏夫   | 東潤一            | ラガール                   |
| 第31話 | 10月23日      | 桃子ちゃんの初恋プレゼント   | 柳川茂       | （明比正行） 渡部英雄   | 永木龍博   | 池田祐二 下川忠海 | ザ・デルヴィー             |
| 第32話 | 11月6日       | 夜中にドッキリ修学旅行       | 富田祐弘     | 腰繁男                  | 新田敏夫   | 東潤一            | ザ・デルヴィー             |
| 第33話 | 11月13日      | 可愛く変身ウイングガールズ   | 柳川茂       | 勝間田具治              | 二宮常雄   | 下川忠海 池田祐二 | 幻影のシードマン           |
| 第34話 | 11月20日      | アオイさんに思い出あげたい   | 柳川茂       | （渡部英雄） 腰繁男     | 新田敏夫   | 東潤一            | キャパ                     |
| 第35話 | 11月27日      | お待たせ! 噂のデルタエンド   | 富田祐弘     | 芹川有吾                | 永木龍博   | 池田祐二 高田茂祝 | キャパ                     |
| 第36話 | 12月4日       | 美紅にサヨナラのメッセージ   | 酒井あきよし | 腰繁男                  | 新田敏夫   | 東潤一            | 麗一 麗人 麗奈             |
| 第37話 | 12月11日      | キッスはおあずけデスマッチ   | 柳川茂       | 芹川有吾                | 兼森義則   | 高田茂祝 池田祐二 | 麗一 麗人 麗奈             |
| 第38話 | 12月18日      | アオイの超能力が消える日!    | 柳川茂       | 腰繁男                  | 新田敏夫   | 東潤一            | -                          |
| 第39話 | 12月25日      | 涙にお別れ友情スクラム       | 富田祐弘     | 芹川有吾                | 永木龍博   | 池田祐二          | メカシードマン・ズバーグ   |
| 第40話 | 1985年 1月8日 | お助け人りろちゃん走りすぎ   | 柳川茂       | 腰繁男                  | 新田敏夫   | 東潤一            | メカシードマン・ズバーグ改 |
| 第41話 | 1月15日       | 敵か味方か!? ナゾの戦士      | 柳川茂       | 芹川有吾                | 兼森義則   | 池田祐二          | -                          |
| 第42話 | 1月22日       | ポドリムスで最後の変身!      | 酒井あきよし | （渡部英雄） 腰繁男     | 新田敏夫   | 東潤一            | -                          |
| 第43話 | 1月29日       | リメルを倒したドリムの秘密   | 柳川茂       | 芹川有吾                | 永木龍博   | 池田祐二 高田茂祝 | -                          |
| 第44話 | 2月5日        | 美紅とアオイとあらたな決意   | 富田祐弘     | （勝間田具治） 角銅博之 | 落合正宗   | 池田祐二 土井則良 | ポドリムスモンスター1号    |
| 第45話 | 2月12日       | 衝撃! キータクラーの正体?    | 柳川茂       | 芹川有吾                | 石之博和   | 池田祐二          | -                          |
| 第46話 | 2月19日       | お別れ美紅と初体験           | 富田祐弘     | 松浦錠平                | 兼森義則   | 加藤清            | -                          |
| 第47話 | 2月26日       | さよならアオイまた会う日まで | 柳川茂       | 芹川有吾                | 永木龍博   | 池田祐二 高田茂祝 | -                          |

4月3日は春のアニメスペシャル『クラッシャージョウ』（19:30〜21:48)のため休止。

### 放送局
※放送系列は放送当時、放送日時は個別に出典が掲示してあるものを除き、1985年2月終了時点のものとする。
| 放送地域       | 放送局             | 放送系列                      | 放送日時                  | 備考                                          |
| -------------- | ------------------ | ----------------------------- | ------------------------- | --------------------------------------------- |
| 関東広域圏     | テレビ朝日         | テレビ朝日系列                | 火曜 19:30 - 20:00        | 制作局                                        |
| 北海道         | 北海道テレビ       | テレビ朝日系列                | 火曜 19:30 - 20:00        |                                               |
| 宮城県         | 東日本放送         | テレビ朝日系列                | 火曜 19:30 - 20:00        |                                               |
| 福島県         | 福島放送           | テレビ朝日系列                | 火曜 19:30 - 20:00        |                                               |
| 新潟県         | 新潟テレビ21       | テレビ朝日系列                | 火曜 19:30 - 20:00        |                                               |
| 静岡県         | 静岡けんみんテレビ | テレビ朝日系列                | 火曜 19:30 - 20:00        | 現・静岡朝日テレビ。                          |
| 中京広域圏     | 名古屋テレビ       | テレビ朝日系列                | 火曜 19:30 - 20:00        |                                               |
| 近畿広域圏     | 朝日放送           | テレビ朝日系列                | 火曜 19:30 - 20:00        | 現・朝日放送テレビ。                          |
| 広島県         | 広島ホームテレビ   | テレビ朝日系列                | 火曜 19:30 - 20:00        |                                               |
| 香川県・岡山県 | 瀬戸内海放送       | テレビ朝日系列                | 火曜 19:30 - 20:00        |                                               |
| 福岡県         | 九州朝日放送       | テレビ朝日系列                | 火曜 19:30 - 20:00        |                                               |
| 鹿児島県       | 鹿児島放送         | テレビ朝日系列                | 火曜 19:30 - 20:00        |                                               |
| 長野県         | テレビ信州         | テレビ朝日系列 日本テレビ系列 | 火曜 19:30 - 20:00        |                                               |
| 秋田県         | 秋田放送           | 日本テレビ系列                | 木曜 17:00 - 17:30        |                                               |
| 山形県         | 山形放送           | 日本テレビ系列 テレビ朝日系列 | 水曜 16:30 - 17:00        |                                               |
| 山梨県         | テレビ山梨         | TBS系列                       | 日曜 6:00 - 6:30          |                                               |
| 富山県         | 北日本放送         | 日本テレビ系列                | 金曜 17:00 - 17:30        | 放送期間は1985年2月1日から1986年1月18日まで。 |
| 石川県         | 北陸朝日放送       | テレビ朝日系列                | 月曜 - 金曜 17:00 - 17:30 | 本放送終了後の1992年に放送。                  |
| 鳥取県・島根県 | 山陰放送           | TBS系列                       | 火曜 17:30 - 18:00        |                                               |
| 山口県         | 山口放送           | 日本テレビ系列 テレビ朝日系列 | 水曜 17:15 - 17:45        | 本放送終了後の1986年に放送。                  |
| 高知県         | テレビ高知         | TBS系列                       | 水曜 16:00 - 16:30        |                                               |
| 長崎県         | 長崎放送           | TBS系列                       | 金曜 16:00 - 16:30        |                                               |
| 熊本県         | 熊本放送           | TBS系列                       | 火曜 17:30 - 18:00        |                                               |
| 宮崎県         | 宮崎放送           | TBS系列                       | 木曜 17:25 - 17:55        |                                               |

| テレビ朝日系列 火曜19:30 - 20:00              | テレビ朝日系列 火曜19:30 - 20:00                    | テレビ朝日系列 火曜19:30 - 20:00                             |
| 前番組                                        | 番組名                                              | 次番組                                                       |
| --------------------------------------------- | --------------------------------------------------- | ------------------------------------------------------------ |
| 愛してナイト （1983年3月1日 - 1984年1月24日） | 夢戦士ウイングマン （1984年2月7日 - 1985年2月26日） | オヨネコぶーにゃん（第2期） （1985年3月5日 - 1985年3月19日） |

## 実写ドラマ
2024年10月23日（22日深夜）から12月25日（24日深夜）までテレビ東京の「ドラマチューズ!」枠にて放送された。10月16日0時00分よりDMM TVにて第1話が1週間先行で配信された。全10話。
健太が高校生であるほか、健太が地球上でウイングマンに変身できる時間は5分間であること、アオイは父の発明品「ドリムノート」を消滅させるため地球に来た、など原作とは設定が異なる部分がある。東映ビデオが本作を制作しているため、「テレビで東映の特撮ヒーロー作品が放送されている劇中世界」となっており、健太の部屋には多くのポスターやフィギュア、Blu-rayなどが確認できる。また、戦闘シーンなどはスーツアクターが実際に行うため、原作の設定（コスチュームなど）をそのまま踏襲すると動けないことから、元々のデザインを壊さない程度の変更を原作者の桂自らが行った。コスチュームの他、ストーリーや作品の世界観、キャラクターのデザインや造型、キャスティングなど変更が必要な箇所においても桂が全て関わり意見し、設定やアイデアを加えている。桂は本作では企画段階から実写化プロジェクトに参加して総監修を務めており、実際にスタッフクレジットにも記されている。桂は「原作者という感覚よりも、制作の一人のつもりで参加」して、「いっぱい口出ししちゃったので」総監修としてもらったと2024年10月の記者会見で明かしている。
長期連載の内容を限られた時間に落とし込むため、桃子は原作のセイギマンの要素が詰め込まれ健太に劣らない特撮オタク設定になるなど個々のキャラクター設定に関しても原作と異なる。監督の坂本によれば「30分×全10話の制約などもあり、ウイングガールズの要素は泣く泣くカットした」という。
劇中におけるポドリムス人の会話シーンはテレビ版ではポドリムス語の音声に日本語の字幕で表現されるが、DMM TV版は日本語吹き替えとなる違いがある。アニメ版のネタも盛り込まれているほか、桂の要望でアニメ版のエンディング曲「WING LOVE」がアレンジを施され、劇中BGMとして使用されている。
ロケは特撮テレビドラマに多く登場する土浦産業技術専門学院、和洋学園国分キャンパス、高崎フィルム・コミッション、土浦フィルムコミッション、東映東京撮影所Gスタジオ屋上、埼玉スタジアム2002、岩船山中腹採石場跡などで行われた。

### キャスト
- 広野健太 / ウイングマン - 藤岡真威人[40]
- アオイ / 夢あおい - 加藤小夏[40]
- 小川美紅 - 菊地姫奈[41]
- 布沢久美子 - 片田陽依[41]
- 森本桃子 - 上原あまね（4 - 10）[41]
- 福本智夫 - 丈太郎[41]
- 黒津 - 三原羽衣（6）[41]
- 斉藤達夫 / ナァス - 橘春軌（7・8）[41][15][42]
- 松岡先生 - 映美くらら[43]
- 坂上 / ティール - 大原優乃（4・5）[41][44][45]
- 広野正導 - 的場浩司[43]
- 広野義子 - 中山忍[43]
- 総理大臣 - 菅原大吉（9・10）[43]
- 北倉先生 / キータクラー / 謎の戦士 - 宮野真守[43][46][15]

#### 声の出演（実写ドラマ）
- リメル - 大塚明夫（2・5・6・8 - 10）[47]
- ザシーバ - 戸松遥（6・7）[47]
- ドクターラーク、ギャバン（4）[48] - 関智一[47]
- 帝王ライエル - GACKT（10）[注 53]

#### ゲスト
- 不良生徒 - 蒼井嵐樹[49]、橋渡竜馬[50]、牧野裕夢[51]、桜田航成[52]（1）
- ギャバンショー進行のお姉さん - 日南理沙（4・5）[53][54]
- 美紅の服を汚した男児の母 - 広瀬仁美（4・5）[55]
- 宇宙刑事ギャバンショーの演出家 - 桂正和（5）[56][15]
- アナウンサー - 登坂淳一（8 - 10）[57]

#### スーツアクター
- ウイングマン - 橋渡竜馬[58][15]
- キータクラー - 清水林太郎[58]
- アオイ（スタントダブル） - 山本夢[58]
- リメル - 坂井良平[58]
- ザシーバ - 安川桃香[58]

### スタッフ（実写ドラマ）
- 原作・総合監修・キャラクターデザイン - 桂正和[59]『ウイングマン』（集英社コミック文庫）
- 脚本 - 山田能龍、西垣匡基、中園勇也
- オープニングテーマ - BLUE ENCOUNT「chang[e]」（Sony Music Labels Inc.）[40]
- エンディングテーマ - Nowlu「yoin」（バンダイナムコミュージックライブ）
- 挿入歌 - 串田アキラ「宇宙刑事ギャバン」（4）[38]
- 撮影 - 百瀬修司
- 照明 - 太田博
- 音楽 - 河村利典
- アクション - B.O.S Action Unity
- アクションコーディネーター - 和田三四郎[60]
- イラスト協力 - 遠藤晋二
- レインボー造型企画株式会社（吉川学、水野元久、森川智久、西脇直人、長田浩一）[61][注 54]
- 怪人デザイン、ポドリムスデザイン - 明神啓吾
- 特殊衣装制作 - JAP工房（川上登、YOU-KO、恩田静香、串淵徹也）
- 造型協力 - 梶康伸
- 日本映像クリエイティブ株式会社
  - VFXスーパーバイザー - 渡邊亮太
  - VFXアーティスト - 越智裕司、前田尚宏、青井泰輔、阿部光彰、今井昭克、勝又拓海、竹下颯馬
  - VFXコーディネート - 三輪智章
- ウイングマン3Ðモデリング - ACT Desaigns.Inc.　齋藤澄果、岡本直樹
- マットペイント - PAGODA.LLC　早川哲司、有働武史
- 企画・脚本監修 - 酒井健作
- 原作協力 - 新藤正人、武田創
- 協力 - 石森プロ、東映、バンダイ
- 音楽協力 - テレビ東京ミュージック
- エグゼクティブプロデューサー - 伊藤和宏
- プロデューサー - 倉地雄大（テレビ東京）、前田知樹（テレビ東京）、山田真行
- 監督・アクション監督 - 坂本浩一[40]
- 制作プロダクション - セントラル・アーツ
- 製作協力 - DMM TV
- 制作 - テレビ東京、東映ビデオ株式会社
- 製作著作 - 「ウイングマン」製作委員会

### 放送日程
| 各話   | 放送日   | ラテ欄               | 脚本              |
| ------ | -------- | -------------------- | ----------------- |
| 第1話  | 10月23日 | 新時代のヒーロー参上 | 山田能龍          |
| 第2話  | 10月30日 | 敵との激闘はじまる!  | 山田能龍 中園勇也 |
| 第3話  | 11月06日 | 学校内で大バトル勃発 | 山田能龍 中園勇也 |
| 第4話  | 11月13日 | ヒーローショーで事件 | 山田能龍          |
| 第5話  | 11月20日 | 2人のヒロイン出現!?  | 山田能龍          |
| 第6話  | 11月27日 | 奪われたドリムノート | 山田能龍 中園勇也 |
| 第7話  | 12月04日 | 謎の転校生あらわる!  | 山田能龍 中園勇也 |
| 第8話  | 12月11日 | 恋のライバルとの激闘 | 西垣匡基          |
| 第9話  | 12月18日 | 最後の戦いが始まる!  | 山田能龍 中園勇也 |
| 最終話 | 12月25日 | ヒーローと永遠の別れ | 山田能龍          |

### その他
ドラマ中盤となる第5話（11月20日放送回）では、DMM TV公式YouTubeライブに原作者の桂、キータクラー役の宮野真守、監督の坂本浩一が出演し、ファン代表として声優の鈴村健一が進行役を務め、視聴者と共にリアルタイム視聴をするウォッチパーティーが行なわれた。第5話では桂も劇中に「ギャバンショーの演出家」として出演している。
| テレビ東京 ドラマチューズ!                            | テレビ東京 ドラマチューズ!                 | テレビ東京 ドラマチューズ!                          |
| 前番組                                                | 番組名                                     | 次番組                                              |
| ----------------------------------------------------- | ------------------------------------------ | --------------------------------------------------- |
| 私の死体を探してください。 （2024年9月4日 - 10月9日） | ウイングマン （2024年10月23日 - 12月25日） | マイ・ワンナイト・ルール （2025年1月8日 - 2月26日） |

## 立体物
人気の高さから立体物にも恵まれており、バンダイを中心に、複数のメーカーから発売されている。

### 玩具・可動フィギュア
1984年にバンダイからはTVアニメ放送当時、超合金ウイングマン と、ウイナルドII世への完全変形を再現したDXポピニカウィナアIIの2点が発売された。ウイングマンはクロムレイバーとガーダーが付属していたが、胸のエンブレムが別パーツでは無く、印刷処理されていた事には苦言を呈していた。
他にアニメオリジナルのマッハチェイング&パワーチェイングをパーツ差し替えで再現した DXウイングマンも発売予定だったが、未発売に終わった。2025年現在、マッハチェイング&パワーチェイングを再現した立体物は未だに無い。
2008年にタカラトミーからミクロアクションシリーズとして、ウイングマンブルーver&あおいのセットと、ミクロアクションプラス　ウイングマンレッドver&ウイナア・ウイナルドセットの2点が発売され、ウイナア・ウイナルドはこれが初立体物となった。
ウイナアは有形ブロック方式でウイナルドへの組み替え変形を再現したものの、共用パーツが少なく余剰パーツも多かった 。
その一方でウイングマンイエローverは残念ながら未発売となった。
同年メディコムトイから、リアルヒーローアクションヒーローズとして1/6ウイングマンが発売され、此方はミクロアクションのレッドverに続き、ミクロアクションでは未発売に終わったイエローverが初立体化された。
翌2009年にバンダイナムコから【MANGA REALIZATION】ブランドで、竹谷隆之原型製作のウイングマンが発売され、着脱可能なソーラーガーダーが初立体化され、翌2010年には魂ウェブ限定で、レッドverとイエローverの2体セットの「デルタエンドセット」が発売された。
2025年には、スタジオソータから、カプセルトイとボックス版で1/12ウイングマンが発売され、組み立て式ながら可動箇所のある製品となってる。

### ガレージキット&固定ポーズフィギュア&スタチュー
1984年のTVアニメ放送当時に、海洋堂から固定ポーズの1/15ウイングマンと、秋山徹郎原型の1/12ウイングマンと同スケールのあおいの2点がEGG company名義とバンダイのパーソナルモデルブランド名義で、それぞれ固定ポーズでそれぞれ発売された。
2005年に、バンダイガシャポンHGIFで、ウイングマン＆ウイングガールズ4人の固定ポーズフィギュアが発売され、小川美紅、布沢久美子、森本桃子が初立体化された。
2009年に、シーエムズコーポレーショングッとくるフィギュアコレクションでも上記の5人の固定ポーズフイギュアが発売され、ウイングマンは固定ポーズでもガーダー装着可能だった。更に「真のヒーローver」名目で真赤ウイングマン初立体化された。
2012年にはバンダイナムコから韮沢靖が原型製作・アレンジしたUMCFノンスケール特大フィギュア“カオス・ウイングマン”と、韮沢オリジナルアレンジの
“アンジェル・ウイングマン（プレミアムバンダイ限定）”が、共に全高63cm、全幅38cmのビッグサイズの固定スタチューで発売された。
2025年には、バンダイナムコから、S.H.Figuarts（真骨彫製法） ウイングマンが発売される。

## ゲーム

### 電子ゲーム
1984年にLSIゲーム『必殺デルタエンド』がバンダイより発売された。液晶画面は「マジックパネル」により疑似カラー液晶化されている。

### PCゲーム
1984年11月に1作目となる『ウイングマン』、続編として1986年4月に『ウイングマン2 -キータクラーの復活-』、1987年12月に『ウイングマンスペシャル -さらば夢戦士-』の3本がパソコン向けアドベンチャーゲームとして発売された。発売はエニックス（現・スクウェア・エニックス）。開発チームは「TAMTAM」。
「AUTOMATON」の2017年の記事によると、『少年ジャンプ』で集英社とエニックスが共同でアドベンチャーゲームのシナリオコンテストを企画したときに、読者からシナリオが送られてきたことが『ウイングマン』の開発のきっかけになったとされている。
また、『ウイングマン』では、前年に発売された『ポートピア連続殺人事件』と同様に、地の文を主人公の相棒のセリフに置き換える手法が用いられた。
『ウイングマン2』の作曲は、『森田和郎の将棋』のアンケートでエニックスの音楽担当者と知り合ったすぎやまこういちに依頼された。これがすぎやまが初めてゲーム音楽の作曲を担当した作品である。

## 書誌情報
著者は全て桂正和。発行は注記のない限り全て集英社。
新書版〈ジャンプ・コミックス〉
1. 「変身!!の巻」 1983年8月15日初版発行（8月10日発売）、ISBN 4-08-851371-1
2. 「刺客の巻」 1983年10月15日初版発行（10月7日発売）、ISBN 4-08-851372-X
3. 「イミテイションの巻」 1983年12月15日初版発行（12月8日発売）、ISBN 4-08-851373-8
4. 「一粒の涙の巻」 1984年4月15日初版発行（4月10日発売）、ISBN 4-08-851374-6
5. 「味方か敵かの巻」 1984年7月15日初版発行（7月10日発売）、ISBN 4-08-851375-4
6. 「秋が暮れるの巻」 1984年10月15日初版発行（10月9日発売）、ISBN 4-08-851376-2
7. 「ハッピーベルの巻」 1985年1月15日初版発行（1月10日発売）、ISBN 4-08-851377-0
8. 「さよならなんて言わないでの巻」 1985年5月15日初版発行（5月10日発売）、ISBN 4-08-851378-9
9. 「別れて会っての巻」 1985年9月15日初版発行（9月10日発売）、ISBN 4-08-851379-7
10. 「バレンタイン大作戦の巻」 1985年12月15日初版発行（12月6日発売）、ISBN 4-08-851380-0
11. 「喰べられた夢の巻」 1986年3月15日初版発行（3月10日発売）、ISBN 4-08-851383-5
12. 「大攻撃の巻」 1986年6月15日初版発行（6月10日発売）、ISBN 4-08-851384-3
13. 「正義の味方の巻」 1986年9月15日初版発行（9月10日発売）、ISBN 4-08-851385-1

愛蔵版（発行：ホーム社・発売：集英社）
1. 1992年10月 ISBN 4-8342-8101-9
2. 1992年11月 ISBN 4-8342-8102-7
3. 1992年12月 ISBN 4-8342-8103-5
4. 1993年1月 ISBN 4-8342-8104-3
5. 1993年2月 ISBN 4-8342-8105-1
6. 1993年3月 ISBN 4-8342-8106-X
7. 1993年4月 ISBN 4-8342-8107-8

文庫版〈集英社文庫〉
1. 1998年1月16日発売、ISBN 4-08-617347-6
2. 1998年1月16日発売、ISBN 4-08-617348-4
3. 1998年3月18日発売、ISBN 4-08-617349-2
4. 1998年3月18日発売、ISBN 4-08-617350-6
5. 1998年4月17日発売、ISBN 4-08-617351-4
6. 1998年4月17日発売、ISBN 4-08-617352-2
7. 1998年4月17日発売、ISBN 4-08-617353-0

## パチンコ・パチスロ
- パチンコ：CRウイングマン（2008年、Sansei R&D）
- パチスロ：ウイングマン（2011年、オリンピア）